# Olivier Giroud
Olivier Giroud (30. září 1986 Chambéry, Francie) je francouzský fotbalový útočník a bývalý reprezentant, který je od roku 2025 hráčem francouzského klubu LOSC Lille.

## Přestupy
- z Grenoble do Tours za 150 000 Euro
- z Tours do Montpellier za 2 000 000 Euro
- z Montpellier do Arsenal za 12 00 000 Euro
- z Arsenal do Chelsea za 17 000 000 Euro
- z Chelsea do Milán za 4 800 000 Euro
- z Milán do LAFC zadarmo
- z LAFC do LOSC Lille za 1 500 000 Euro

## Klubová kariéra

### Začátky
Olivier Giroud se narodil ve městě Chambéry v regionu Rhône-Alpes, ale vyrůstal v nedalekém městě Froges. Právě zde v místním klubu Olympique Club de Froges započal svoji fotbalovou kariéru. V klubu strávil pět let, než se ve třinácti připojil k týmu Grenoblu.

### Grenoble
V mládežnické akademii Grenoblu strávil šest let, než ve svých devatenácti letech podepsal svůj první profesionální kontrakt. Během své první sezony 2005/06 se stal členem rezervního týmu, který hrál v lize Championnat de France amateur 2. Giroud se rychle stal důležitým hráčem týmu, když vstřelil v patnácti utkáních patnáct branek. Jeho výkony mu dopomohly k přechodu do prvního týmu, kam si ho trenér Grenoblu v březnu 2006 povolal. Svůj první profesionální debut si Olivier odbyl 24. března 2006, kdy jako střídající hráč nastoupil do utkání Ligue 2 proti Gueugnonu. Po zbytek sezony zůstal v prvním týmu a připsal si dalších pět startů. Od následující sezony 2006/07 byl již stálým členem prvního týmu. 26. února 2007 vstřelil svůj první profesionální gól, když v nastavení utkání proti Le Havru rozhodl o vítězství svého týmu. O měsíc později si připsal třetí start v sezoně. V utkání proti Gueugnonu byl však po své první červené kartě v kariéře vyloučen. Sezonu zakončil s osmnácti starty a dvěma vstřelenými brankami.
Sezonu 2007/08 strávil na hostování v týmu třetiligového FC Istres, který hrál v Championnat National. Ve svém druhém utkání za klub vstřelil svoji první branku. Istres porazilo Laval 2:1. V sezoně odehrál 33 utkání a dal čtrnáct branek. Po skončení hostování se vrátil do Grenoblu, z kterého však po skončení sezony odešel do týmu Tours.

### Tours FC
28. května 2008 oznámil svůj přestup do druholigového týmu Tours FC, kde podepsal tříletý kontrakt. Giroud byl do Tours zlákán sportovním ředitelem Maxem Martym, který před tím pracoval právě v Grenoblu. Olivier dostal dres s číslem 12 a svůj debut si z důvodu zranění odbyl až 3. září 2008, kdy nastoupil v Coupe de la Ligue proti US Boulogne. Ligového debutu se dočkal o týden později, kdy Tours porazilo 1:0 Nîmes. Měsíc po svém debutu vstřelil svoji první branku, když v utkání proti Lensu otevíral skóre. Ve druhém poločase přidal ještě jednu branku a dopomohl k vítězství 3-1. Ve francouzském poháru Coupe de France vstřelil Giroud ve dvou zápasech pět branek. V prvním utkání jedinou brankou dopomohl k vítězství 1:0 nad poloprofesionálním klubem Pacy Vallée-d'Eure. V následujícím kole zvítězil tým nad mužstvem SS Jeanne d'Arc z Réunionu 7:1 a Olivier dal čtyři branky. V dalším kole bylo Tours vyřazeno Lorientem. Sezonu zakončil se 14 brankami ve 27 utkáních.
Poté, co z klubu po sezoně odešel Tenema N'Diaye, se stal Giroud první volbou na post útočníka. V prvním utkání sezony vstřelil dva góly proti Le Havru a zajistil tak týmu vítězství 2:1. 18. září 2009 se mu podruhé v kariéře podařilo vstřelit čtyři branky v jednom utkání. Tentokrát to bylo proti týmu AC Arles-Avignon a Giroud dal všechny branky při vítězství 4:2. Podzimní část sezony zakončil s šestnácti vstřelenými brankami, přičemž třináct z nich padlo v ligových utkáních. 26. ledna 2010 přestoupil do prvoligového týmu Montpellier HSC, se kterým podepsal třiapůlletý kontrakt. Přestupní částka se pohybovala kolem dvou milionů eur. Montpellier poslal svoji novou posilu zpět do Tours, kde jako hostující hráč strávil zbytek sezony. Sezonu zakončil s 24 brankami vstřelenými ve 42 utkáních. V lize jich vstřelil 21 a stal se nejlepším střelcem Ligue 2. Po skončení sezony byl rovněž vyhlášen nejlepším hráčem druhé ligy a byl zařazen do týmu roku.

### Montpellier
Giroud se oficiálně k týmu připojil 1. července 2010. V klubu debutoval 29. července 2010 v utkání třetího kvalifikačního kola Evropské ligy proti maďarskému týmu Győri ETO FC. V utkání vstřelil svůj první gól v novém působišti. Tým díky jeho gólu vyhrál, avšak po odvetném utkání byl z předkola vyřazen. První ligový start si připsal v prvním kole Ligue 1 proti Bordeaux, Montpellier vyhrál 1:0. 28. srpna vstřelil svůj první ligový gól ve venkovním utkání proti Valenciennes, které skončilo výhrou 1:0. V Coupe de la Ligue došel Montpellier překvapivě až do finále. V semifinálovém utkání proti Paris Saint-Germain odehrál celé utkání, které se rozhodlo až v prodloužení, kdy Giroud vstřelil ve 117. minutě rozhodující branku. Montpellier se tak dostal do prvního finále od roku 1994, kdy hrál finále v Coupe de France. Ve finále Coupe de la Ligue nastoupil Montpellier proti Marseille a prohrál 0:1. Jedinou branku utkání vstřelil Taye Taiwo. Montpellier se umístil na čtrnácté příčce a Giroud se s 12 góly stal nejlepším klubovým střelcem. Po sezoně prodloužil svůj kontrakt až do roku 2014.
Druhou sezonu v klubu začal opět dobře. Vsítil branky v prvních dvou ligových utkáních proti AJ Auxerre a úřadujícímu mistrovi ligy Lille. Během dalších utkání vstřelil týmům Dijonu a Sochaux hatrick, vítězné branky proti Lyonu, AS Nancy a Nice a většinu branek v Coupe de la Ligue a Coupe de France. Díky jeho produktivitě vedl Montpellier v listopadu 2011 ligovou tabulku. V zimním přestupovém období o něj projevilo zájem mnoho klubů z celé Evropy. Vlastník Montpellieru Louis Nicollin se nechal slyšet, že případný zájemce o jeho služby bude muset zaplatit 50 nebo 60 milionů eur. Navzdory všemu však Olivier v týmu zůstal a zasloužil se o mnoho branek i ve druhé polovině sezony. 24. března 2012 vstřelil jediný gól utkání v zápase proti Saint-Étienne. Toto vítězství vyhouplo Montpellier na první příčku a na ní se udržel až do konce sezony. Po vítězství 2:1 nad Auxerre v posledním ligovém kole si klub zajistil první ligový triumf ve své historii. Giroud zakončil sezonu s 21 góly jako nejlepší ligový střelec.

### Arsenal
26. června 2012 přestoupil za přibližnou částku 13,2 milionu liber  do anglického Arsenalu. Podle svých slov Arsenal upřednostnil před Chelsea, protože manažer Arsène Wenger jej ujistil o svém zájmu a nebyl přesvědčen, že manažer Chelsea, Roberto di Matteo, toho o něm ví dostatek . Svůj první gól v dresu Arsenalu vstřelil v utkání Ligového poháru proti Coventry 26. září 2012, kdy Arsenal vyhrál 6:1. První gól v Premier League následoval 6. října v zápase proti West Hamu United. 22. února 2014 dvakrát skóroval v Premier League proti Sunderlandu (výhra 4:1).

### Chelsea
Během ledna roku 2018 podepsal Giroud tříletou smlouvu s městským rivalem Arsenalu, klubem Chelsea FC.
Giroud se zaskvěl 2. prosince 2020 v duelu Ligy mistrů proti Seville na její půdě, když sám o výsledku 4:0 rozhodl svými čtyřmi góly. Jeho „perfektní“ hattrick obsáhl gól levačkou, pravačkou, hlavou a navrch přidal gól z penalty. Posledním hráčem, který vstřelil čtyři góly za Chelsea byl Giroudův trenér Frank Lampard na jaře 2010.

### Milán
Dne 17. července 2021 odešel do italského klubu AC Milán za 1 000 000 Euro. V sezoně nastřílel celkem 14 branek a byl nejlepším střelcem v klubu. Na konci sezony patřil mezi nejlepší hráče a svými góly pomohl klubu po 11 letech k titulu v lize
13. května 2024 Giroud oznámil, že na konci sezony opustí AC Milán a odejde hrát do MLS.
25. května 2024 odehrál svůj poslední zápas za AC Milán proti Salernitaně, kde za zaznamenal svůj poslední gól za klub.

### Los Angeles
V květnu 2024 Giroud se ústně zavázal s americkým klubem Los Angeles FC, kde hraje i jeho bývalý spoluhráč a brankář z reprezentace Hugo Lloris. S klubem se domluvil na roční smlouvě do roku 2025 s možností prodloužení o další rok. Ke klubu se připojí poté jako volný hráč po sezóně s AC Milán.

## Reprezentační kariéra
Olivier Giroud nikdy nereprezentoval Francii v mládežnických kategoriích. V roce 2001 byl společně s hráči jako Yoann Gourcuff, Yohan Cabaye či Sylvain Marveaux povolán do týmu Francie do 16 let, aby se zúčastnil kempu v akademii Clairefontaine. Po ukončení kempu však nebyl vybrán, aby v nadcházející sezoně reprezentoval tým šestnáctiletých.

### A-mužstvo
3. listopadu 2011 ho trenér seniorské reprezentace Laurent Blanc vybral do nominace na přátelské utkání proti USA a Belgii. Debut si odbyl 11. listopadu proti týmu Spojených států. Do hry se dostal jako střídající hráč. Svůj první gól v reprezentaci dal 29. února 2012, kdy v přátelském utkání porazila Francie Německo 2:1. O tři měsíce později byl nominovaný do týmu pro Mistrovství Evropy 2012. V přípravě na tento šampionát se podílel dvěma asistencemi při vítězství 3:1 nad Islandem. Na samotném evropském šampionátu odehrál tři utkání, vždy jako střídající hráč v závěru utkání. Francie se probojovala až do čtvrtfinále, kde byla po porážce 0:2 vyřazena reprezentací Španělska.
22. března 2013 nastoupil v kvalifikačním zápase proti Gruzii, který skončil vítězstvím domácí Francie 3:1. Giroud vstřelil jeden gól svého týmu.
Trenér Didier Deschamps jej vzal na Mistrovství světa 2014 v Brazílii. Francouzi vypadli na šampionátu ve čtvrtfinále s Německem po porážce 0:1. Giroud vstřelil jeden gól v utkání základní skupiny E proti Švýcarsku (výhra 5:2). Představil se i na domácím EURU 2016.
Na konci listopadu 2022 se představil na svém třetím Mistrovství světa, které se konalo v Kataru. V základní sestavě nahradil zraněného Karima Benzemu a v úvodním utkání skupiny 22. listopadu proti Austrálii vstřelil při výhře 4:1 dva góly. Jím vstřeleným závěrečným zásahem vyrovnal rekord 51 gólů Thierry Henryho, do toho dne nejlepšího střelce reprezentace.

## Statistiky
| Sezóna                | Klub                  | Liga                  | Liga   | Liga | Domácí poháry | Domácí poháry | Domácí poháry | Kontinentální poháry | Kontinentální poháry | Kontinentální poháry | Celkem | Celkem |
| Sezóna                | Klub                  | Soutěž                | Zápasy | Góly | Soutěž        | Zápasy        | Góly          | Soutěž               | Zápasy               | Góly                 | Zápasy | Góly   |
| --------------------- | --------------------- | --------------------- | ------ | ---- | ------------- | ------------- | ------------- | -------------------- | -------------------- | -------------------- | ------ | ------ |
| 2005/06               | Grenoble              | Ligue 2               | 6      | 0    | FP+FLP        | 0             | 0             | -                    | 0                    | 0                    | 6      | 0      |
| 2006/07               | Grenoble              | Ligue 2               | 17     | 2    | FP+FLP        | 1+1           | 0             | -                    | 0                    | 0                    | 19     | 2      |
| Celkem za Grenoble    | Celkem za Grenoble    | Celkem za Grenoble    | 23     | 2    | -             | 2             | 0             | -                    | 0                    | 0                    | 25     | 2      |
| 2007/08               | Istres                | 4. liga               | 33     | 14   | FP+FLP        | 0+1           | 0             | -                    | 0                    | 0                    | 34     | 14     |
| 2008/09               | Tours                 | Ligue 2               | 23     | 9    | FP+FLP        | 2+1           | 4+0           | -                    | 0                    | 0                    | 26     | 13     |
| 2009/10               | Tours                 | Ligue 2               | 38     | 21   | FP+FLP        | 1+2           | 0+2           | -                    | 0                    | 0                    | 41     | 23     |
| Celkem za Tours       | Celkem za Tours       | Celkem za Tours       | 61     | 30   | -             | 6             | 6             | -                    | 0                    | 0                    | 67     | 36     |
| 2010/11               | Montpellier           | Ligue 1               | 37     | 12   | FP+FLP        | 1+3           | 0+1           | EL                   | 2                    | 1                    | 43     | 14     |
| 2011/12               | Montpellier           | Ligue 1               | 36     | 21   | FP+FLP        | 4+2           | 2+2           | -                    | 0                    | 0                    | 42     | 25     |
| Celkem za Montpellier | Celkem za Montpellier | Celkem za Montpellier | 73     | 33   | -             | 10            | 5             | -                    | 2                    | 1                    | 85     | 39     |
| 2012/13               | Arsenal               | Premier League        | 34     | 11   | AP+ALP        | 4+2           | 2+2           | LM                   | 7                    | 2                    | 47     | 17     |
| 2013/14               | Arsenal               | Premier League        | 36     | 16   | AP+ALP        | 5+1           | 3+0           | LM                   | 9                    | 3                    | 51     | 22     |
| 2014/15               | Arsenal               | Premier League        | 27     | 14   | AP+ALP+AS     | 5+0+1         | 3+0+1         | LM                   | 3                    | 1                    | 36     | 19     |
| 2015/16               | Arsenal               | Premier League        | 38     | 16   | AP+ALP+AS     | 5+2+1         | 3+0+0         | LM                   | 7                    | 5                    | 53     | 24     |
| 2016/17               | Arsenal               | Premier League        | 29     | 12   | AP+ALP        | 4+1           | 2+0           | LM                   | 6                    | 2                    | 40     | 16     |
| 2017/18               | Arsenal               | Premier League        | 16     | 4    | AP+ALP+AS     | 0+3+1         | 0             | EL                   | 6                    | 3                    | 26     | 7      |
| Celkem za Arsenal     | Celkem za Arsenal     | Celkem za Arsenal     | 180    | 73   | -             | 35            | 16            | -                    | 38                   | 16                   | 253    | 105    |
| 2018                  | Chelsea               | Premier League        | 13     | 3    | AP+ALP        | 4+0           | 2             | LM                   | 1                    | 0                    | 18     | 5      |
| 2018/19               | Chelsea               | Premier League        | 27     | 2    | AP+ALP+AS     | 1+3+0         | 0             | EL                   | 14                   | 11                   | 45     | 13     |
| 2019/20               | Chelsea               | Premier League        | 18     | 8    | AP+ALP        | 3+0           | 0             | LM+ES                | 3+1                  | 0+1                  | 25     | 10     |
| 2020/21               | Chelsea               | Premier League        | 17     | 4    | AP+ALP        | 4+2           | 0+1           | LM                   | 8                    | 6                    | 31     | 1      |
| Celkem za Chelsea     | Celkem za Chelsea     | Celkem za Chelsea     | 75     | 17   | -             | 18            | 4             | -                    | 26                   | 17                   | 119    | 39     |
| 2021/22               | Milán                 | Serie A               | 29     | 11   | IP            | 4             | 3             | LM                   | 5                    | 0                    | 38     | 14     |
| 2022/23               | Milán                 | Serie A               | 33     | 13   | IP+IS         | 1+1           | 0+0           | LM                   | 12                   | 5                    | 47     | 18     |
| 2023/24               | Milán                 | Serie A               | 35     | 15   | IP            | 1             | 0             | LM+EL                | 6+5                  | 1+1                  | 47     | 17     |
| Celkem za Milán       | Celkem za Milán       | Celkem za Milán       | 97     | 39   | -             | 7             | 3             | -                    | 28                   | 7                    | 132    | 49     |
| 2024                  | LAFC                  | MLS                   | 10+4   | 0    | AP            | 1             | 1             | LP                   | 4                    | 1                    | 19     | 2      |
| 2025                  | LAFC                  | MLS                   | ?      | ?    | AP            | ?             | ?             | LMC+LP               | ?+?                  | ?+?                  | ?      | ?      |
| Celkově               | Celkově               | Celkově               | 556    | 208  | -             | 80            | 36            | -                    | 98                   | 42                   | 737    | 288    |

## Úspěchy

### Klubové

#### Národní
- vítěz francouzské ligy (1x)

Montpellier: 2011/12
- vítěz italské ligy (1x)

Milán: 2021/22
- vítěz anglického poháru (4x)

Arsenal: 2013/14, 2014/15, 2016/17

Chelsea: 2017/18
- vítěz amerického poháru (1x)

LAFC: 2024
- vítěz anglického superpoháru (3x)

Arsenal: 2014, 2015, 2017

#### Kontinentální
- vítěz Ligy mistrů UEFA (1x)

Chelsea: 2020/21
- vítěz Evropské ligy UEFA (1x)

Chlesea: 2018/19

### Reprezentační
- 3× na MS (2014, 2018 – zlato, 2022 - stříbro)
- 4× na ME (2012, 2016 – stříbro, 2020, 2024 – bronz)

### Individuální
- 1× nejlepší střelec 1. francouzské ligy (2011/12)
- 1× nejlepší střelec 2. francouzské ligy (2009/10)
- 1× nejlepší střelec evropské ligy UEFA (2018/19)
- Tým roku Ligue 1 podle UNFP – 2011/12[21]
- 1× All Stars Team EL (2018/19)
- 1× FIFA Puskás Award (2017)

### Vyznamenání
Řád čestné legie (2018)